# Kyle Kulinski
 (juin 2019).
Kyle Edward Kulinski (né en 1988) est un activiste politique américain, un animateur de radio progressiste, un commentateur politique social-démocrate et le cofondateur de Justice Democrats,,. Il est l'animateur et le producteur du Kyle Kulinski Show, qui est affilié au réseau The Young Turks. C'est un Démocrate inscrit dans l'État de New York.

## Biographie
Kyle Kulinski est né et a grandi dans le comté de Westchester, dans l'État de New York. Il a été diplômé du lycée de New Rochelle en 2006 et de l'Iona College en 2010 avec un baccalauréat universitaire en science politique (pour la matière principale) et en psychologie (pour la matière secondaire). Il est d'origine italienne et polonaise,.
Kulinski a créé une chaîne YouTube personnelle en 2008. Nommée Secular Talk, la chaîne a commencé comme un hobby pendant qu'il finissait ses études à l'Iona College. Les vidéos que Kulinski publiait étaient presque toutes exclusivement des commentaires politiques, avec des séquences telles que le Nutjob of the Week (le « Timbré de la Semaine ») et le Common Sense Award (le « Prix du Bon Sens »), dans lesquelles Kulinski donnait son avis sur les faits de personnalités connues et de groupes.

## The Kyle Kulinski Show
En 2012, Kulinski commença à publier des vidéos à temps plein et à les diffuser sur le BlogTalkRadio dans le Kyle Kulinski Show. L'émission s'intéresse à la politique, aux nouvelles, aux évènements en cours, à la culture populaire, à l'économie, à la science, à la philosophie et à la religion d'un point de vue « de gauche démocratique (libertarian left), populiste, social-démocrate, et athée/agnostique ». L'émission est aussi publiée sur sa chaîne YouTube Secular Talk, qui a obtenu son 100 000e abonné en avril 2014 et qui atteint 500 000 abonnés en septembre 2017. En mars 2019, sa chaîne était la 19 343e chaîne en termes d'abonnés avec 643 000 abonnés.

## Opinions politiques
Kulinski s'est décrit comme un social-démocrate ainsi que comme venant de la gauche libertaire(libertarian left) dans les termes du quadrant politique. Il est un anti-impérialiste qui s'oppose à toutes les agressions militaire des États-Unis sur le principe que "Les États-Unis n'ont pas le droit de violer le droit international et d'envahir offensivement d'autres pays ou de soutenir des coups d'État",.

## Élection présidentielle américaine de 2016
Kulinski a critiqué la couverture des élections par les médias mainstream après qu'une étude d'Harvard avait trouvé qu'ils consacrent très peu de temps d'antenne au contenu politique précis quand ils couvrent les élections. Il a dit qu'« ils observent l'élection et en discutent seulement comme si c'était une course de chevaux. Pendant que vous couvrez l'élection de ce point de vue, vous devriez agrémenter votre couverture d'une discussion sans fin sur le contenu politique précis. »
Son nombre d'abonnés a presque doublé pendant l'année, passant de 230 000 au début de l'année à 444 000 à la fin de l'année.

## Justice Democrats
Le 23 janvier 2017, trois jours après l'investiture de Donald Trump, Kulinski a cofondé les Justice Democrats,,,,. Le groupe cherche à tirer le Parti démocrate dans la direction clairement progressiste, social-démocrate ou socialiste démocratique prise par le sénateur américain Bernie Sanders. Ils réalisent cela en menant en campagne des candidats dans des primaires contre des Démocrates modérés et conservateurs tels que Joe Manchin, Joe Crowley, et Dianne Feinstein.
Quand le cofondateur Cenk Uygur (en) a été forcé de démissionner à cause de messages prétendument sexistes postés sur un blog au début des années 2000, Kulinski a démissionné par solidarité ; il a par la suite ajouté qu'il continuerait à soutenir les candidats des Justice Democrats.
Le Kyle Kulinski Show était un des seuls canaux d'information qui ont parlé de la candidature d'Alexandria Ocasio-Cortez dans une primaire contre Joe Crowley avant que sa victoire ne soit annoncée.